# Bradyrhizobium pachyrhizi
Bradyrhizobium pachyrhizi (лат.) — бактерия из рода Bradyrhizobium, которая впервые была выделена из клубеньков Pachyrhizus erosus в Гуанакасте, Коста-Рика. Типовые штаммы: CECT 7396, DSM 19631, LMG 24246, PAC48, strain PAC48, Velazquez PAC48.